# Resolutie 428 Veiligheidsraad Verenigde Naties
Resolutie 428 van de Veiligheidsraad van de Verenigde Naties werd unaniem aangenomen op 6 mei 1978.

## Achtergrond
In 1968 hadden de Verenigde Naties het mandaat dat Zuid-Afrika over Namibië had gekregen beëindigd. Het land weigerde echter te vertrekken waarna de VN de Zuid-Afrikaanse administratie in Namibië illegaal verklaarden en Zuid-Afrika een wapenembargo oplegden. De buurlanden van Namibië die de Namibische onafhankelijkheidsstrijd steunden werden door Zuid-Afrika geïntimideerd met geregelde militaire invasies.

## Inhoud
De Veiligheidsraad:
- Heeft de brief van Angola en die van Zambia in naam van de Afrikaanse groep in de VN overwogen.
- Heeft de verklaring van Angola gehoord.
- Heeft de verklaring van Sam Nujoma, voorzitter van de Zuidwest-Afrikaanse Volksorganisatie, gehoord.
- Denkt eraan dat alle lidstaten de soevereiniteit, territoriale integriteit en onafhankelijkheid van andere landen moeten respecteren.
- Herinnert aan resolutie 387 die de agressie van Zuid-Afrika tegen Angola veroordeelde.
- Is erg bezorgd om de invasies van Zuid-Afrika in Angola, in het bijzonder die op 4 mei 1978.
- Betreurt de doden, waaronder Namibische vluchtelingen.
- Is ook bezorgd om de schade en verwoesting.
- Herbevestigt het recht van het Namibische volk op zelfbeschikking en onafhankelijkheid en erkend de wettigheid van hun strijd hiervoor.
- Herbevestigt dat de bevrijding van Namibië een voorwaarde is voor vrede in Zuidelijk Afrika.
- Herhaalt zijn bezorgdheid over de brutale repressie van het Namibische volk, de schendingen van de mensenrechten, de pogingen om de nationale eenheid en territoriale integriteit van Namibië te vernietigen en de militaire uitbreiding in de regio.
- Herbevestigt zijn veroordeling van de militarisering van Namibië en de illegale bezetting door Zuid-Afrika.

1. Veroordeelt de invasie van Zuid-Afrika in Angola.
2. Veroordeelt evenzeer het gebruik van Namibië als uitvalsbasis voor de invasie van Angola.
3. Eist de onmiddellijke en onvoorwaardelijke terugtrekking van Zuid-Afrika uit Angola.
4. Eist verder dat Zuid-Afrika de onafhankelijkheid, soevereiniteit en territoriale integriteit van Angola respecteert.
5. Herbevestigt zijn steun aan de strijd van het Namibische volk voor vrijheid en onafhankelijkheid.
6. Eert Angola voor de steun die het geeft aan het Namibische volk.
7. Eist dat Zuid-Afrika de illegale bezetting van Namibië beëindigt, in overeenstemming met resolutie 385.
8. Beslist opnieuw bijeen te komen voor maatregelen bij nieuwe schendingen van Angola's soevereiniteit door Zuid-Afrika.

## Verwante resoluties
- Resolutie 366 Veiligheidsraad Verenigde Naties
- Resolutie 385 Veiligheidsraad Verenigde Naties
- Resolutie 431 Veiligheidsraad Verenigde Naties
- Resolutie 432 Veiligheidsraad Verenigde Naties

Lijst ·  423 ·  424 ·  425 ·  426 ·  427 ·  428 ·  429 ·  430 ·  431 ·  432 ·  433 ·  434 ·  435 ·  436 ·  437 ·  438 ·  439 ·  440 ·  441 ·  442 ·  443